# Гуильми
Гуи́льми (итал. Guilmi) — коммуна в Италии, располагается в регионе Абруццо, в провинции Кьети.
Население составляет 486 человек (2008 г.), плотность населения составляет 41 чел./км². Занимает площадь 12 км². Почтовый индекс — 66050. Телефонный код — 0872.
Покровителем коммуны почитается святитель Николай Мирликийский, чудотворец, празднование 5 мая.

## Демография
Динамика населения: